# كلاوس مولر جاكوبسن
كلاوس مولر جاكوبسن (بالدنماركية: Claus Møller Jakobsen)‏ مواليد 24 سبتمبر 1976، هو لاعب كرة يد دانمركي يلعب كوسط مدافع. مثل منتخب الدنمارك لكرة اليد.

## المسيرة الاحترافية
لعب مع نادي ثيوداد ريال لكرة اليد في الدوري الإسباني من سنة 2004 إلى 2006، ثم لعب مع أديمار ليون من سنة 2006 إلى 2008، ثم لعب مع نادي سان أنطونيو لكرة اليد في الدوري الإسباني في موسم 2008-2009.

## الإنجازات
- دوري أبطال أوروبا لكرة اليد :
  -  ذهبية: دوري أبطال أوروبا لكرة اليد 2005–06
- كأس إسبانيا لكرة اليد:
  -  ذهبية: 2005، 2006
- كأس السوبر الإسبانية لكرة اليد:
  -  ذهبية: 2005

## روابط خارجية
- كلاوس مولر جاكوبسن على موقع الاتحاد الأوروبي لكرة اليد (الإنجليزية)